# Omega X
Omega X (en coreano: 오메가엑스) es una banda de chicos de Corea del Sur formada en 2021. El grupo consta de 11 miembros: Hangyeom, Jaehan, Hwichan, Sebin, Taedong, Xen, Jehyun, Kevin, Junghoon, Hyuk, Yechan.

## Historia

### Predebut
Todos los miembros de Omega X habían aparecido en programas de supervivencia o debutaron en grupos de K-pop anteriores antes de debutar en Omega X. Hangyeom es un exmiembro de Seven O'Clock que también participó en Mix Nine, terminando en sexto lugar. Jaehan fue concursante de Produce 101 (temporada 2) y exmiembro de Spectrum. Hwichan también participó en Mix Nine y es un exmiembro de Limitless. Sebin es un exmiembro de Snuper y participó en The Unit: Idol Rebooting Project. Taedong participó en Boys24 y Produce 101 (temporada 2), y es un exmiembro de Gidongdae. Xen y Jehyun son exmiembros de 1Team. Kevin, Junghoon y Hyuk son exmiembros de ENOi. Yechan participó en Under Nineteen y es un exmiembro de 1the9.

### 2021: Debut conVamosyWhat's Goin' On
El 30 de junio, Omega X debutó con el lanzamiento de su primer EP, Vamos, y su sencillo principal del mismo nombre.
El 6 de septiembre, Omega X lanzó su primer álbum sencillo, What's Goin' On, y su primer sencillo del mismo nombre.

### 2022:Love Me Like, Story Written in Musicy debut japonés
El 5 de enero, Omega X lanzará su segundo EP, Love Me Like. y su sencillo principal del mismo nombre. 
El 15 de junio, Omega X lanzó su primer álbum de estudio, Story Printed in Music y su canción principal "Play Dumb". 
El 24 de agosto, Omega X hizo su debut en Japón con Tokuma Shoten con el miniálbum Stand Up! y la canción principal del mismo nombre fue prelanzada el 1 de julio.

### 2023-presente: Regreso después de ganar la demanda yDream
El 11 de febrero de 2023, un mes después de ganar la demanda contra su antiguo sello, Omega X asistió y actuó en los 30th Hanteo Music Awards. El grupo también reveló su nueva canción, Dream, que fue compuesta y escrita por los miembros, durante el segundo día de la ceremonia de premiación.
Omega X dio un importante paso en su carrera al unirse oficialmente a una nueva agencia de entretenimiento. A través de la firma de un contrato exclusivo, el grupo inició una emocionante colaboración con IPQ Entertainment, una reconocida agencia del panorama musical. Esta asociación representó una oportunidad prometedora para el crecimiento y desarrollo de Omega X en la industria del entretenimiento.
El 18 de octubre, el grupo anunció su regreso y el lanzamiento de su tercer miniálbum IYKYK (If You Know, You Know) el 7 de noviembre

## Acusación de abuso
El 24 de octubre de 2022, se filtró un video que muestra al director ejecutivo de Spire Entertainment abusando física y verbalmente de miembros del grupo mientras uno de ellos se desmaya. El mismo día, Spire Entertainment emitió un comunicado en el que afirmaba que tanto Omega X como el sello habían "resuelto todos sus malentendidos", mientras que el director ejecutivo negó que se hubiera producido ningún abuso. Al día siguiente, SBS compartió un nuevo video tomado por un fan que muestra al CEO abusando verbalmente de los miembros fuera de un concierto, con un miembro sufriendo un ataque de pánico. 
El 5 de noviembre, el grupo creó un nuevo Instagram separado de la agencia, donde anunciaron sus intenciones de continuar como grupo y comunicarse con sus aficionados. El 7 de noviembre, Spire lanzó otra disculpa en respuesta a la publicación de Instagram de Omega X, además de anunciar la renuncia del director ejecutivo de la compañía para evitar futuros incidentes. El 11 de noviembre, SBS reveló más acusaciones contra la compañía, como obligar al grupo a actuar a pesar de dar positivo por COVID-19, y un nuevo video del incidente de gritos inicial, que revela que el CEO les gritó a los miembros por no agradecerle adecuadamente a la compañía durante su concierto en vivo. Pese a ello, la empresa solo emitió un breve comunicado reafirmando la disculpa anterior y la renuncia del director general. 
El 14 de noviembre, se anunció que se realizaría una conferencia de prensa con los miembros el 16 de noviembre para un anuncio especial.  Antes de la conferencia de prensa, el grupo presentó una marca registrada para su nombre y la base de aficionados, For X.  Su representante legal también reveló que el grupo sufrió agresión, intimidación, acoso sexual, gaslighting y otras formas de abuso. Durante la conferencia de prensa, se anunció que Omega X presentaría una demanda para rescindir sus contratos contra Spire Entertainment. 
El 11 de enero de 2023, Omega X anunció que había ganado su demanda y sus contratos con Spire fueron suspendidos.

## Miembros
Adaptado de su perfil de Naver y sitio web oficial.
- Jaehan (재한)
- Hwichan (휘찬)
- Sebin (세빈)
- Hangyeom (한겸)
- Taedong (태동)
- Xen (젠)
- Jehyun (제현)
- Kevin (케빈)
- Junghoon (정훈)
- Hyuk (혁)
- Yechan (예찬)

## Discografía

### Álbumes de estudio
| Título                 | Detalles del álbum | Posicionamiento en listas | Ventas        |
| Título                 | Detalles del álbum | KOR                       | Ventas        |
| ---------------------- | --- | ------------------------- | ------------- |
| Story Written in Music | - Lanzamiento: 15 de junio de 2022 - Compañía discográfica: Spire Entertainment - Formatos: CD, descarga digital, streaming | 4                         | - COR: 59,207 |

### Extended plays
| Título       | Detalles del EP | Posicionamiento en listas | Ventas        |
| Título       | Detalles del EP | COR                       | Ventas        |
| ------------ | --- | ------------------------- | ------------- |
| Vamos        | - Lanzamiento: 30 de junio de 2021 - Discográfica: Spire Entertainment - Formatos: CD, descarga digital, streaming                | 11                        | - COR: 18,395 |
| Love Me Like | - Lanzamiento: 5 de enero de 2022 - Discográfica: Spire Entertainment - Formatos: CD, descarga digital, streaming                 | 2                         | - COR: 88,151 |
| Stand Up!    | - Lanzamiento: 24 de Augosto de 2022 - Discográfica: Tokuma Japan Communications - Formatos: CD, DVD, digital download, streaming | —                         | - JPN: 3,173  |

### Álbumes sencillos
| Título          | Detalles del álbum | Posicionamiento en listas | Ventas        |
| Título          | Detalles del álbum | COR                       | Ventas        |
| --------------- | --- | ------------------------- | ------------- |
| What's Goin' On | - Lanzamiento: 6 de septiembre de 20211 - Discográfica: Spire Entertainment - Formatos: CD, descarga digital, streaming | 6                         | - COR: 56,703 |

### Sencillos
| Título                                                                        | Año  | Mejor posición | Álbum                                |
| Título                                                                        | Año  | COR            | Álbum                                |
| ----------------------------------------------------------------------------- | ---- | -------------- | ------------------------------------ |
| «Vamos»                                                                       | 2021 | —              | Vamos                                |
| «What's Goin' On»                                                             | 2021 | —              | What's Goin' On                      |
| «Love Me Like»                                                                | 2022 | —              | Love Me Like                         |
| «Play Dumb»                                                                   | 2022 | —              | Story Written in Music               |
| «Stand Up!»                                                                   | 2022 | —              | Stand Up!                            |
| «Jamboree Anthem Korea» (con BugAboo)                                         | 2022 | —              | Sencillo que no pertenece a un álbum |
| «Dream»                                                                       | 2023 | —              | Sencillo que no pertenece a un álbum |
| «—» denota lanzamientos que no se registraron o no se lanzaron en esa región. |      |                |                                      |

### OST 's
| Título          | Year | Miembros             | Album                    |
| --------------- | ---- | -------------------- | ------------------------ |
| «Come Together» | 2023 | Jaehan               | A Shoulder to Cry On OST |
| «You, again»    | 2023 | Taedong, Xen, Jaehan | A Shoulder to Cry On OST |
| «Comfort»       | 2023 | Jaehan and Hwichan   | A Shoulder to Cry On OST |

## Filmografía

### Web show
| Año           | Título            | Rol | Notas                  |
| ------------- | ----------------- | --- | ---------------------- |
| 2023-presente | X’s Overimmersion | DJ  | 1 de marzo al presente |

## Videografía

### Videos musicales
| Título            | Año  |
| ----------------- | ---- |
| «Vamos»           | 2021 |
| «Omega X»         | 2021 |
| «What's Goin' On» | 2021 |
| «Baila con OX»    | 2021 |

## Premios y nominaciones
| Año  | Premio              | Categoría                       | Nominado(s)/trabajo(s) | Resultado | Ref.   |
| ---- | ------------------- | ------------------------------- | ---------------------- | --------- | ------ |
| 2021 | Hanteo Music Awards | Rookie Award – Male Group       | Omega X                | Nominado  |        |
| 2022 | Golden Disc Awards  | Rookie of the Year Award        | Omega X                | Pendiente | [ 13 ] |
| 2022 | Golden Disc Awards  | Seezn Most Popular Artist Award | Omega X                | Nominado  |        |
| 2022 | Seoul Music Awards  | Rookie of the Year              | Omega X                | Pendiente | [ 14 ] |
| 2022 | Seoul Music Awards  | Popularity Award                | Omega X                | Pendiente | [ 14 ] |
| 2022 | Seoul Music Awards  | K-wave Popularity Award         | Omega X                | Pendiente | [ 14 ] |
| 2023 | Hanteo Music Awards | Emerging Artist Award           | Omega X                | Nominado  |        |

## Listas
| Año  | Editor              | Lista                          | Ubicación |
| ---- | ------------------- | ------------------------------ | --------- |
| 2021 | Rolling Stone India | Los 10 mejores debuts del 2021 | 7         |